# Kinlochleven
Kinlochleven (gael. Ceann Loch Lìobhann) – wieś w zachodniej Szkocji, nad brzegiem Loch Leven. Dawniej produkcja aluminium, obecnie usługi turystyczne.